# Артиново кольцо
А́ртиново кольцо́ (по имени Э. Артина) — ассоциативное кольцо А с единичным элементом, в котором выполняется следующее условие обрыва убывающих цепей: всякая последовательность идеалов {\displaystyle p_{1}\supset p_{2}\supset \dots \supset p_{n}\supset \dots } стабилизируется, то есть начиная с некоторого {\displaystyle n}
{\displaystyle p_{n}=p_{n+1}=\ldots }
Легко доказать, что это утверждение равносильно тому, что в любом непустом множестве идеалов A существует минимальный элемент. В случае некоммутативного кольца A различают левые артиновы и правые артиновы кольца: первые удовлетворяют условию убывающих цепей для левых идеалов, а вторые — для правых. В общем случае левое артиново кольцо не обязательно является правым артиновым.
Согласно теореме Артина — Веддербёрна, все простые артиновы кольца являются кольцами матриц над телом. В частности, простое кольцо является левым артиновым тогда и только тогда, когда оно является правым артиновым.
Если в определении заменить убывающие цепи на возрастающие, то получим определение нётерова кольца. Несмотря на то, что условие обрыва убывающих цепей двойственно к условию обрыва возрастающих, на самом деле первое условие является более сильным. Согласно теореме Хопкинса-Левицкого любое левое (соотв. правое) артиново кольцо является левым (соотв. правым) нётеровым.

## Примеры
- Артинова область целостности является полем.
- Кольцо с конечным числом идеалов (в частности, конечное кольцо) является артиновым.
- Если I — ненулевой идеал в дедекиндовом кольце, то факторкольцо по I является артиновым кольцом главных идеалов[1].
- Для любого {\displaystyle n\geq 1} полное кольцо матриц {\displaystyle M_{n}(R)} над левым артиновым (соотв. левым нётеровым) кольцом R является левым артиновым (соотв. левым нётеровым)[2].

## Коммутативные артиновы кольца
Пусть A — коммутативное нётерово кольцо с единицей. Тогда следующие условия эквивалентны:
- A артиново;
- A — конечное произведение артиновых локальных колец;
- Размерность A равна нулю;
- Спектр A является дискретным[3].